# Зелений флюоресцентний білок

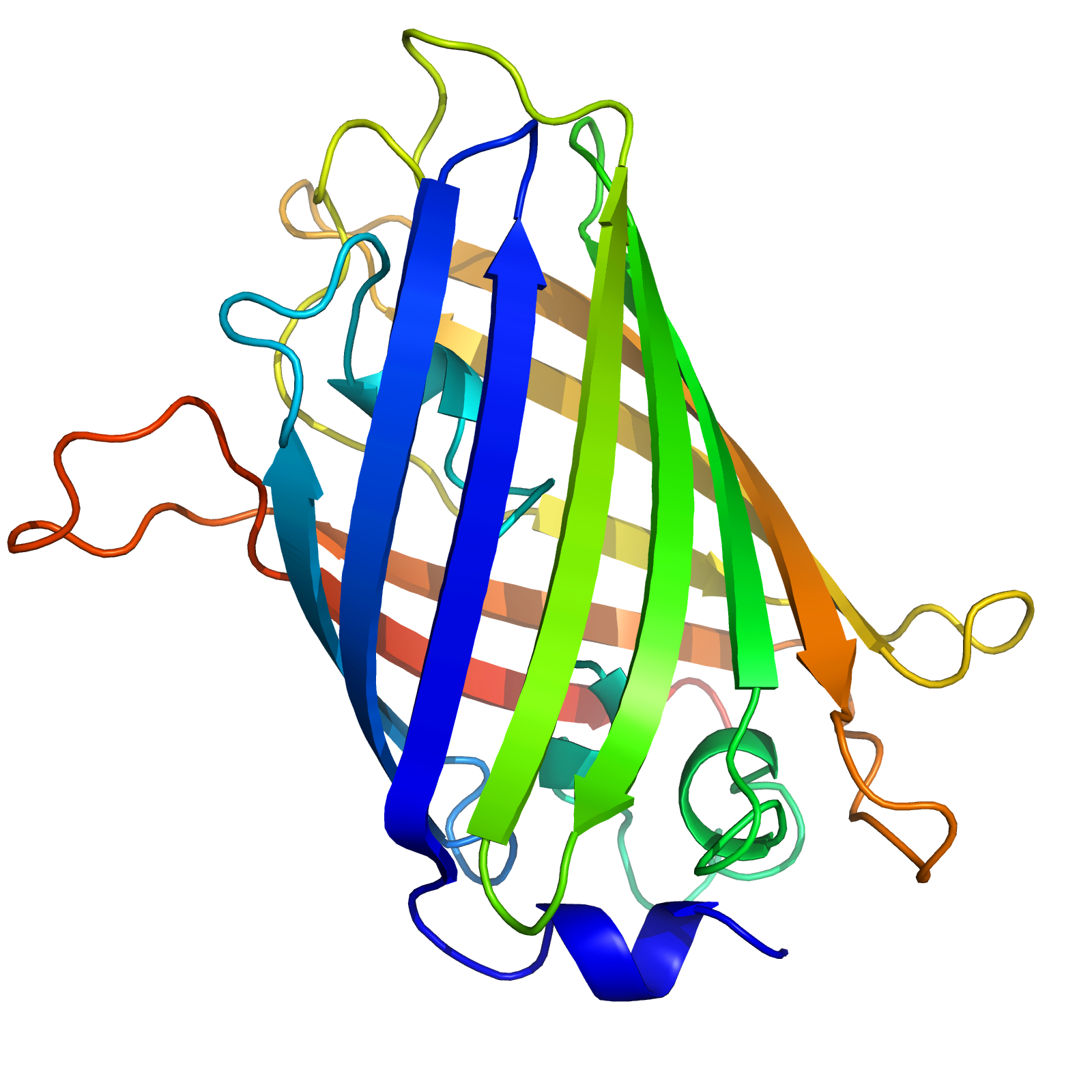
Стрічкова діаграма GFP. Дані.

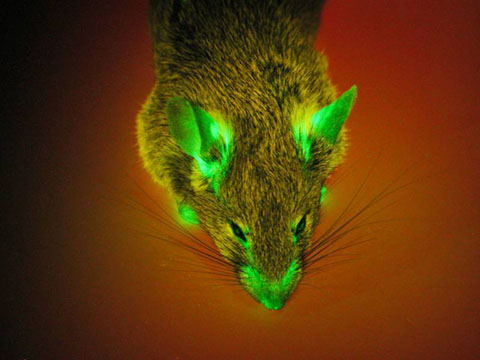
Миша, в клітинах якої експресується GFP

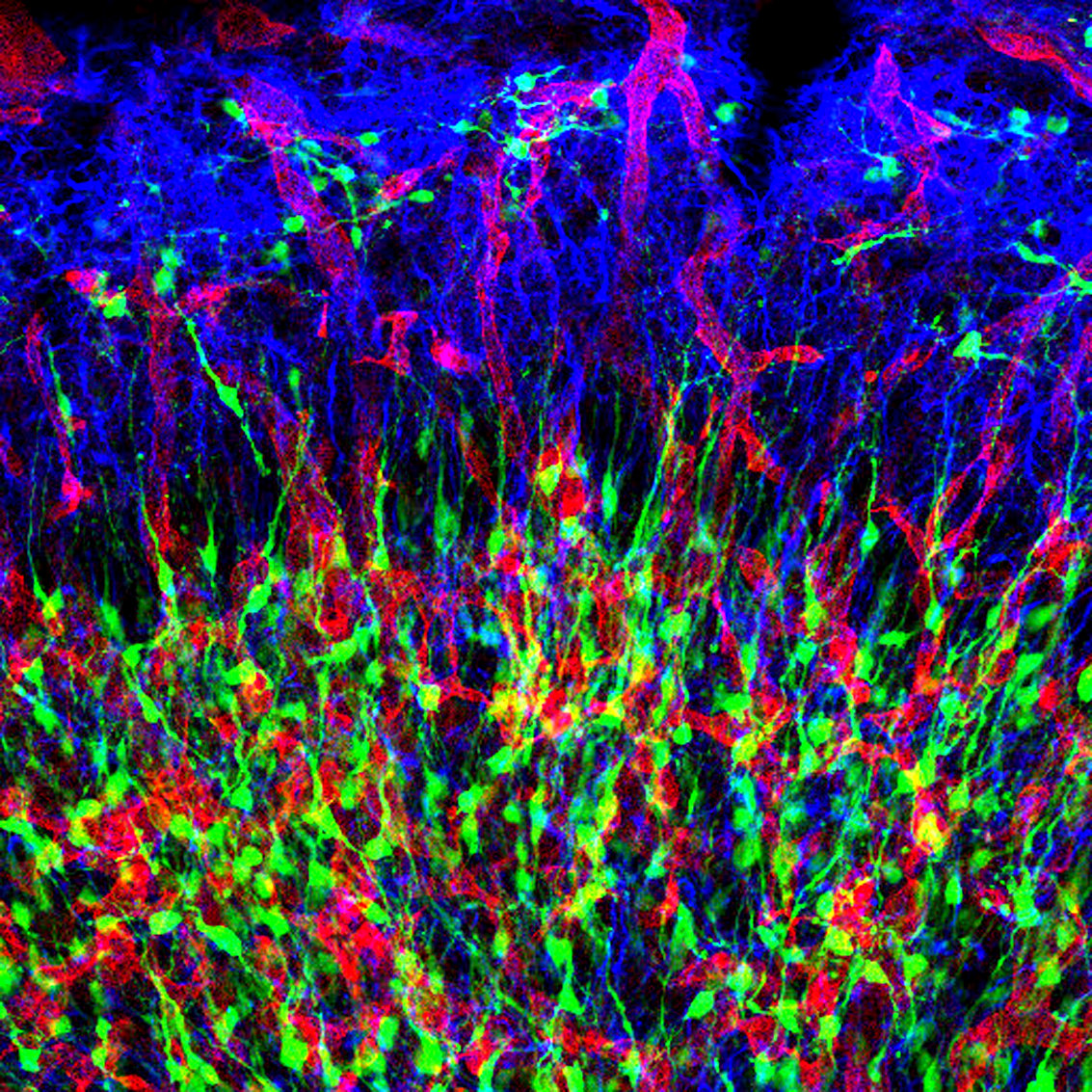
Конфокальна мікрофотографія GFP-позитивних нейральних клітин-попередників (зелений колір) нюхової цибулини щура. RECA-1-позитивні кровоносні судини - червоний колір, GFAP-позитивні астроцити - синій колір

Зеле́ний флюоресце́нтний біло́к (англ. Green Fluorescent Protein, GFP) — білок масою 26,9 кДа, що складається з 238 амінокислотних залишків, вперше виділений з медузи Aequorea victoria/Aequorea aequorea/Aequorea forskalea, що флюоресцує зеленим світлом при збудженні світлом синього кольору. GFP з A. victoria має головний пік збудження з довжиною хвилі 395 нм та менший пік - з довжиною хвилі 475 нм. Пік його спектра випромінювання припадає на 509 нм, в зеленій частині видимого спектра. GFP від морського карандаша (Renilla reniformis) має один пік збудження при 498 нм. Зараз GFP широко використовується в клітинній і молекулярній біології як репортер експресії генів та внутріклітинної локалізації білків. З часу відкриття на основі GFP методами генної інженерії були розроблені численні нові варіанти, які мають значно більший квантовий вихід флюоресценції та мають різні кольори (синій, синьо-зелений, жовтий, червоний та інші флюоресцентні білки) або можуть змінювати колір з часом або залежно від умов внутріклітинного середовища. Ген GFP або химерний білок GFP з будь-яким іншим білком може бути введений до геному організму і реплікуватися разом з ним, або (для експресії у невеликій частині багатоклітинного організму) може бути введений місцевою ін'єкцією у складі вірусного вектора. Зараз модифіковані десятки тисяч генів багатьох видів бактерій, дріжджів, інших грибів, рослин, комах і кількох видів ссавців, використовуючи GFP як маркер.

## Історія
Зелений флюоресцентний білок був виділений разом з іншим білком екворіном, що також світився, з медузи Aequorea victoria Осаму Сімомурою, який в 1960 році приїхав з Японії до Принстонського університету і почав вивчати біолюмінесценцію медуз. У 1960—1970-ті роки він виділив обидва білки і почав дослідження механізму їхнього свічення. Виявилось, що в A. victoria взаємодія іонів кальцію з екворіном викликає блакитне свічення білка. Частина цієї біолюмінесценції переноситься на зелений флюоресцентний білок за допомогою флюоресцентного резонансного переносу енергії (FRET), цей білок поглинає синє світло і випромінює світло зеленого кольору, що в цілому приводить до зеленого зсуву в свіченні медузи.
Застосування GFP в молекулярній біології почалося в 1990-х роках. У 1992 році Дуглас Прешер склонував і секвенував ген білка, після чого через нестачу фінансування вимушений був закрити проект і розіслав отриману ДНК до кількох лабораторій, зокрема до лабораторії Мартіна Чалфі. У групі Мартіна Чалфі була здійснена експресія білка в бактерії Escherichia coli і черві Caenorhabditis elegans, результати цієї роботи були опублікувані в журналі Science в 1994 році. Місяць опісля були опубліковані незалежні результати з лабораторії Фредерика Цуї. Виявилось, що GFP приймав нативну конформацію і утворював флюорофор при кімнатній температурі і без додавання додаткових кофакторів, що забезпечило можливість використання білка як маркера в клітинах багатьох організмів.
Кристалічна структура білка була розшифрована в 1996 році в лабораторії Ремінгтона. Вона прояснила механізм утворення флюорофору і роль навколишніх амінокислот. Це дозволило отримувати мутанти GFP з підвищеною стійкістю, з різними спектрами флюоресценції та іншими покращеними властивостями в порівнянні з білком дикого типу.
У 2008 Мартін Чалфі, Осаму Сімомура і Роджер Цянь отримали Нобелівську премію з хімії за відкриття та розробку зеленого флюоресцентного білка (GFP).

## Структура

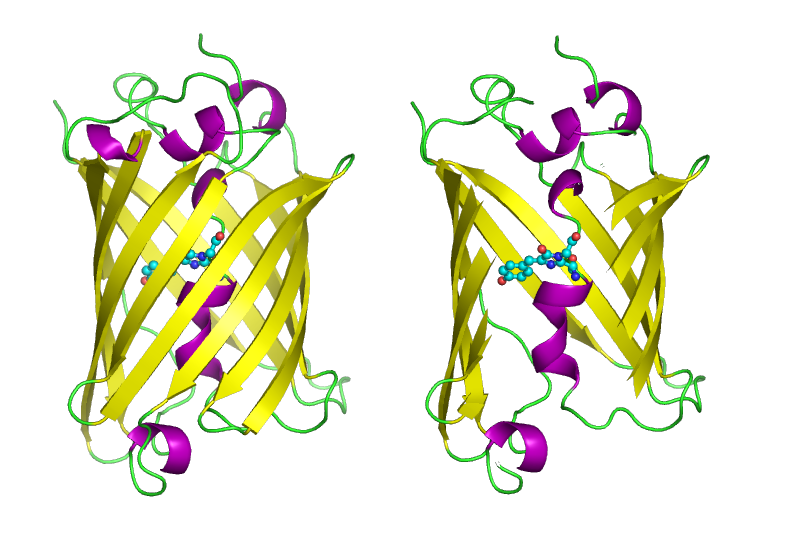
Стрічкова репрезентація повного білка GFP та GFP з вилученою частиною бета-бареля, що показують флюорофор (зображений у репрезентації шарів та паличок)^{}.

GFP має класичну структуру бета-бареля, що складається з одного β-листа та альфа-спіралі з флюорофором в центрі. Щільно упакований бета-лист захищає флюорофор від гасіння навколишнім середовищем, а спрямовані усередину бічні ланцюги бета-бареля каталізують утворення трипептидного комплексу Ser65-Tyr66-Gly67 (позначення положень для GFP дикого типу), що утворюють флюорофор. Процес згортання проходить через серію послідовних кроків, протягом яких змінюються оптичні властивості білка, весь процес у випадку GFP дикого типу займає біля 30-40 хвилин і називається «дозріванням» білка. Деякі модифіковані версії білка можуть мати як значно коротший (наприклад, Venus), так і значно довший час дозрівання.

## Похідні GFP

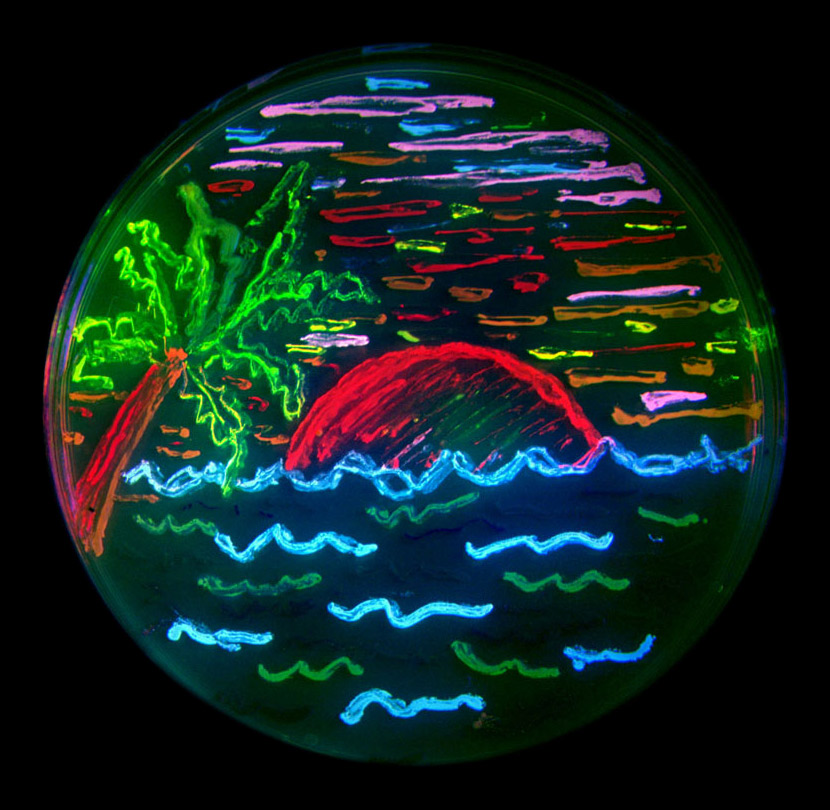
Різноманіття генетичних мутацій на прикладі цього зображення, намальованого живими бактеріями, що експресують 8 типів флюоресцентних білків різного кольору.

Через значний потенціал для багатьох застосувань були розроблені численні варіанти GFP. Перше значне покращення було здійснене за допомогою однієї точкової мутації (S65T), повідомленої в 1995 році в журналі Nature Роджером Цянем. Ця мутація значно покращила спектральні характеристики GFP, зокрема привела до збільшення квантового виходу флюоресценції, фотостабільності та збільшення стоксового зсуву, таким чином, що максимум поглинання опинився на 488 нм, тоді як максимум випромінювання залишився на 509 нм. Таке положення максимумів привело до доброго свівпадання спектрів GFP та флюоресцеїну (FITC), що дозволило використання тих самих фільтрів, збільшуючи привабливість для багатьох дослідників. Додання ще одної точкової мутації (F64L) привело до можливості ефективного згортання білка при температурі 37 °C, цей варіант білка отримав назву EGFP (англ. enhanced). EGFP має коефіцієнт поглинання (або оптичний поперечний переріз, позначається ε) 9,13×10−21 м²/молекулу або 55000 M−1см−1, його квантовий вихід (QY) становить 0,60. Відносна яскравість (ε•QY), таким чином, становить 33000 M−1см−1.
У 2006 році з'явилося повідомлення про «суперзгортаючийся GFP» (superfolder GFP), модифікований в багатьох місцях варіант GFP, що згортається помітно швидше за GFP дикого типу, навіть у випадках, коли цей білок зв'язаний з іншим білком, що згортається дуже повільно.
Багато інших мутацій включають різнокольорові версії цього білка, серед них популярні похідні блакитного флюоресцентного білка (EBFP, EBFP2, Azurite, mKalama1), ціанового флюоресцентного білка (ECFP, Cerulean, CyPet) і жовтого флюоресцентного білка (YFP, Citrine, Venus, YPet). Похідні BFP (окрім mKalama1) містять мутацію Y66H. Критичною мутацією для створення CFP є Y66W, що викликає утворення хромофору з індольною структурою замість фенольної. Додавання цієї мутації вимагає кількох додаткових мутацій у бета-барелі, що дозволяє відновити яскравість білка, зменшену через стеричні обмеження, викликані більшим розміром індольоної групи в порівнянні з фенольною. Червоний зсув YFP та його похідних здійснюється за допомогою мутації T203Y та викликається взаємодією стекінгу π-електронних орбіталей згаданого залишку тирозину та хромофору. Два останні класи спектральних варіантів (похідні CFP та YFP) часто використовуються для флюоресцентного резонансного переносу енергії (FRET). Генетично кодовані репортери FRET чутливі до деяких сигнальних молекул, таких як кальцій та глутамат, стану фосфорилювання деяких білків, димеризації білків та інших процесів клітинної активності.
Напівраціональний мутагенез багатьох залишків привів до створення варіантів GFP, чутливих до кислотності середовища, так званих pH-люоринів (pHluorins). Так, використовуючи швидку зміну кислотності при ендоцитозі синаптичних везикул, pH-люорини, зв'язані з синаптобревіном, успішно використовувалися для візуалізації синаптичної активності нейронів.
Номенклатура модифікованих варіантів GFP часто суперечлива та незрозуміла через використання однієї назви для кількох непов'язаних варіантів. Так, mGFP може позначати GFP з N-термінальним пальмітолюванням, що змушує GFP зв'язуватися з клітинними мембранами. проте, ця назва також використовується для позначення мономерного GFP, створеного за допомогою мутації A206K на поверхні взаємодії димерів (GFP дикого типу має деяку тенденцію до димеризації при концентраціях понад 5 мг/мл). mGFP також може позначати «модифікований GFP», оптимізований заміною кількох амінокислот для стабільної експресії в клітинах рослин.

## Ресурси Інтернету
- GFP-сайт [Архівовано 30 листопада 2015 у Wayback Machine.] (англ.)
- Введення до флюоресцентних білків [Архівовано 26 грудня 2008 у Wayback Machine.] (англ.)
- Історія, використання і структура GFP [Архівовано 30 листопада 2015 у Wayback Machine.] (англ.)
- Бібліографія головних статей про GFP [Архівовано 13 липня 2017 у Wayback Machine.] (англ.)
- Java-аплет, що демонструє хімію утворення флюорофору GFP (англ.)
- Лабораторія Цяна, UCSD [Архівовано 26 січня 2008 у Wayback Machine.] (англ.)
- Відео виступу Цяна під час нагородження нобелівською премією [Архівовано 29 жовтня 2008 у Wayback Machine.] (англ.)
- Спектри різноманітших варіантів флюоресцентних білків [Архівовано 21 грудня 2019 у Wayback Machine.] (англ.)
- Хронологія досліджень GFP [Архівовано 20 жовтня 2008 у Wayback Machine.] (англ.)
- Факти про Aequorea, джерело GFP [Архівовано 6 жовтня 2010 у Wayback Machine.] (англ.)